# Klaus Bonhoff
Klaus Bonhoff (* 1968) ist Lehrbeauftragter an der Technischen Universität Hamburg. Bekannt wurde er durch seine Tätigkeiten als Geschäftsführer der NOW GmbH und als ehemaliger Abteilungsleiter für Grundsatzangelegenheiten im Bundesministerium für Digitales und Verkehr (BMDV). 

## Werdegang
Nach dem Maschinenbau-Studium an der École nationale supérieure de techniques avancées (ENSTA) und der RWTH Aachen arbeitete er im Forschungszentrum Jülich, bei der Ballard Power Systems und als Manager bei der DaimlerChrysler AG. Von 2008 bis 2019 war er Geschäftsführer der bundeseigenen NOW GmbH bevor er unter Andreas Scheuer im August 2019 zum Abteilungsleiter Grundsatzangelegenheiten im Bundesministerium für Verkehr und digitale Infrastruktur (BMVI) berufen wurde.
Seit 2016 ist er Lehrbeauftragter an der Technischen Universität Hamburg. Die Berechtigung zum Führen des Professorentitels wurde ihm am 18. November 2021 verliehen. Er ist zudem Mitglied in verschiedenen Beiräten, unter anderem bei Zukunft Gas und des Forschungs-, Technologie- und Innovationsbeirat (FTI) des österreichischen Bundesministeriums für Innovation, Mobilität und Infrastruktur. Bonhoff stand 2023 im Verdacht, während seiner Beschäftigung als Angestellter des BMVI gegen Compliance-Bestimmungen verstoßen zu haben. Ein Disziplinarverfahren entkräftete sämtliche Vorwürfe.